# Craig Beevers
Craig Beevers est un joueur de Scrabble anglophone qui a notamment remporté le champion du monde en 2014 et le championnat britannique en 2015.

## Autres activités
Beevers a participé au jeu télévisé Countdown, il a remporté la 57e série.